# 프로비던스 젠 센터

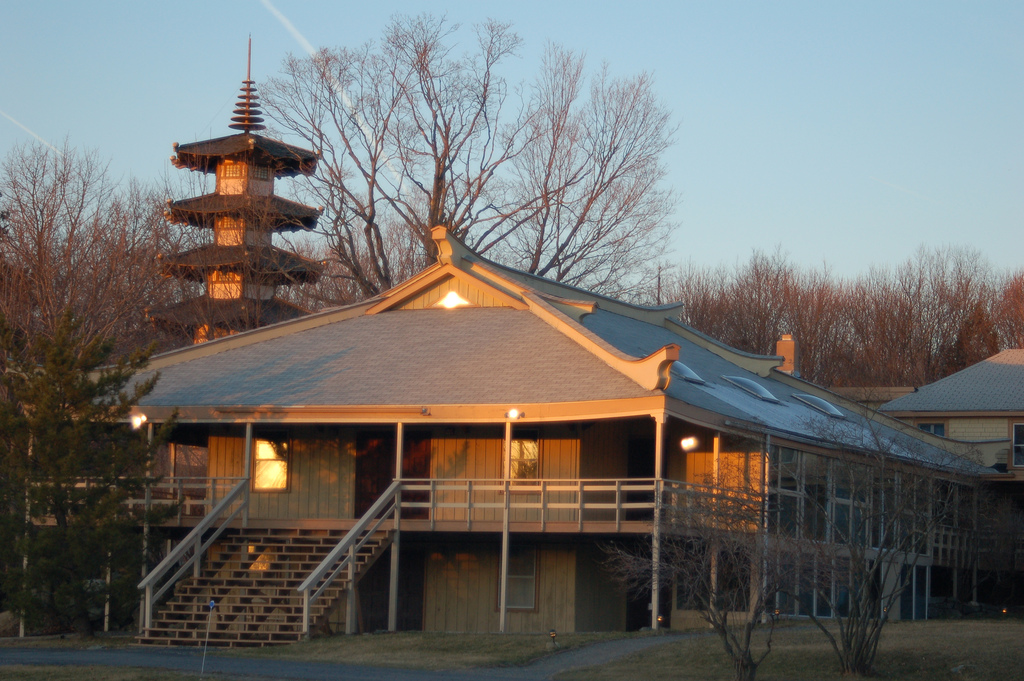
프로비던스 젠 센터는 관음스쿨의 본부이면서, 한국 조계종의 미국 본부다.

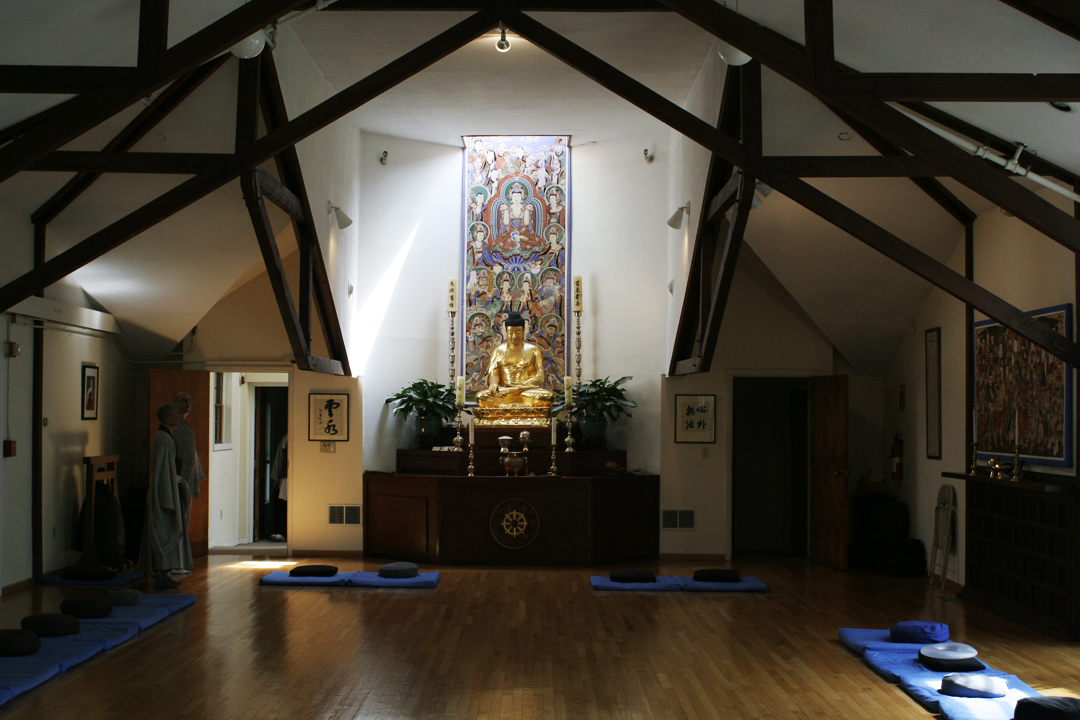
프로비던스 젠 센터의 다르마 홀

프로비던스 젠 센터(Providence Zen Center, PZC)는 1972년 10월 숭산스님이 미국에 처음으로 세운 젠 센터이다. 관음스쿨의 본부이자, 한국의 조계종 미국 본부이다.
PZC는 원래 로드아일랜드의 프로비던스에 위치했었다. 그러나 1979년 50 에이커 땅이 있는 쿰버랜드로 이사했다. 피스 파고다가 PZC의 랜드마크다. 20 미터 높이의 파고다는 센터 정면에 위치해 있다.

## 같이 보기
- 미국의 불교
- 숭산
- 젠 센터
- 젠도